# Ligne S6 des FGC
La ligne S6 est une ancienne ligne de train de banlieue de l'agglomération barcelonaise. Elle relie Barcelone à Cerdanyola del Vallès et dessert au total trois communes sur le tracé de la ligne Barcelone - Vallès.
Elle est exploitée par les Chemins de fer de la généralité de Catalogne (FGC) comme renfort des S1 et S2 entre 1996 et 2022.

## Historique
La ligne se voit attribuer le code S55 en 1996. Elle puise ses origines dans le chemin de fer de Barcelone à Sarrià, ouvert en 1863, et dans le tronçon du Vallès des Chemins de fer de Catalogne, mis en service à la fin des années 1910 et au début des années 1920. En 2017, elle prend le code S6.
À l'occasion de la mise en service d'une quinzaine de nouveaux trains le 9 décembre 2022, la fréquence de passage sur les lignes S1 et S2 augmente à 5 min en heure de pointe aux terminus, soit 2 min 30 s sur le tronçon commun entre Barcelone et Sant Cugat del Vallès, ce qui conduit à la disparition de la ligne S6.

## Caractéristiques

### Ligne
La ligne parcourt les infrastructures de la ligne Barcelone - Vallès. Elle compte 15 stations, dont huit souterraines, et parcourt 21 km. Les rails sont à écartement normal et la voie est double sur l'intégralité du trajet.
À partir de Plaça de Catalunya, elle dessert trois communes : Barcelone, Sant Cugat del Vallès et Cerdanyola del Vallès, et partage son tracé avec la ligne L7 jusqu'à Gràcia, la ligne L6 jusqu'à Sarrià, les lignes S1, S6 et S7 jusqu'à Sant Cugat, et S2 jusqu'à son terminus d'Universitat Autònoma.

## Exploitation

### Matériel roulant
La ligne est servie par les rames de série 112 et 113 des FGC.

Rames
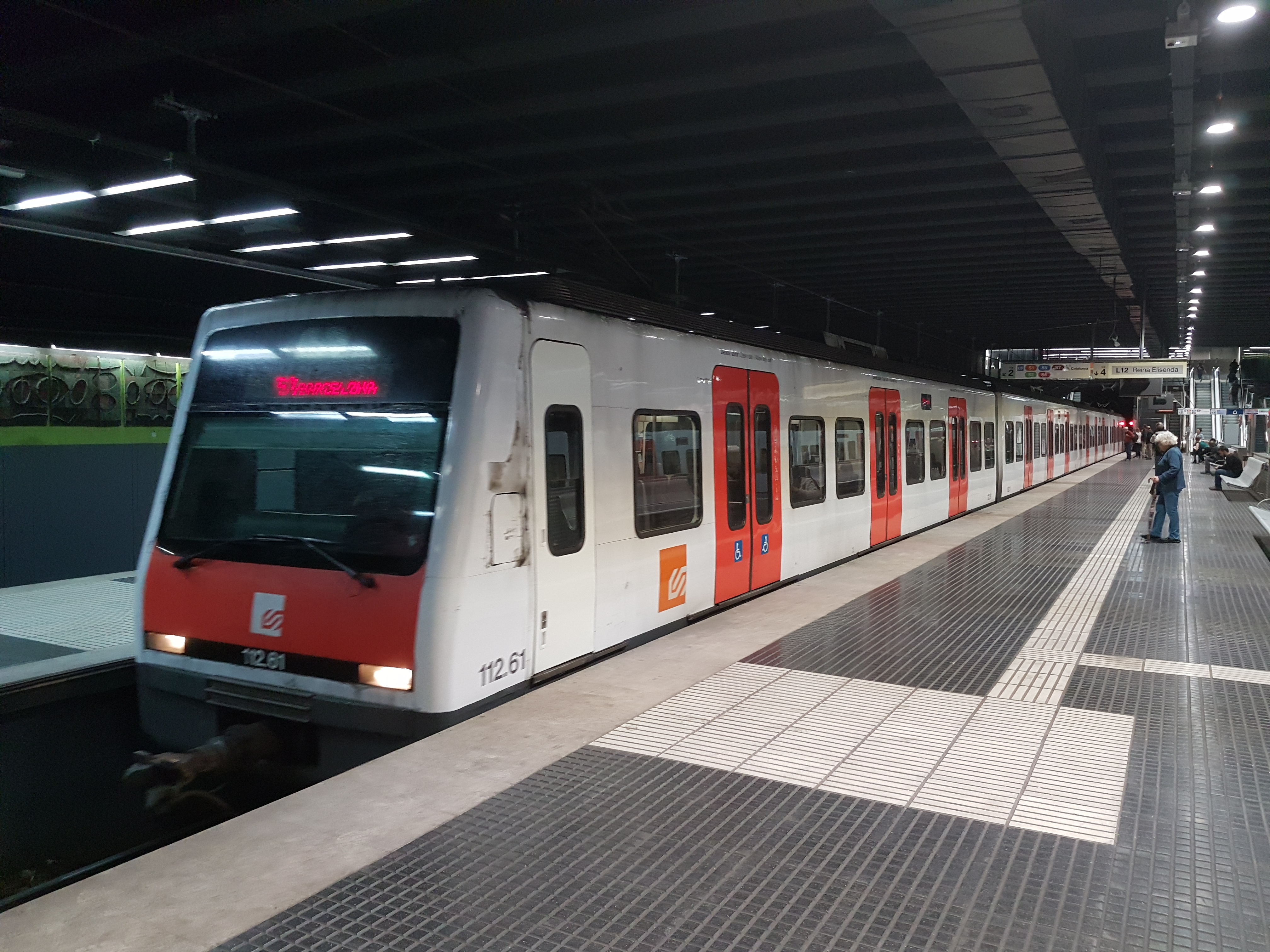
Série 112 à quai à Sarrià.
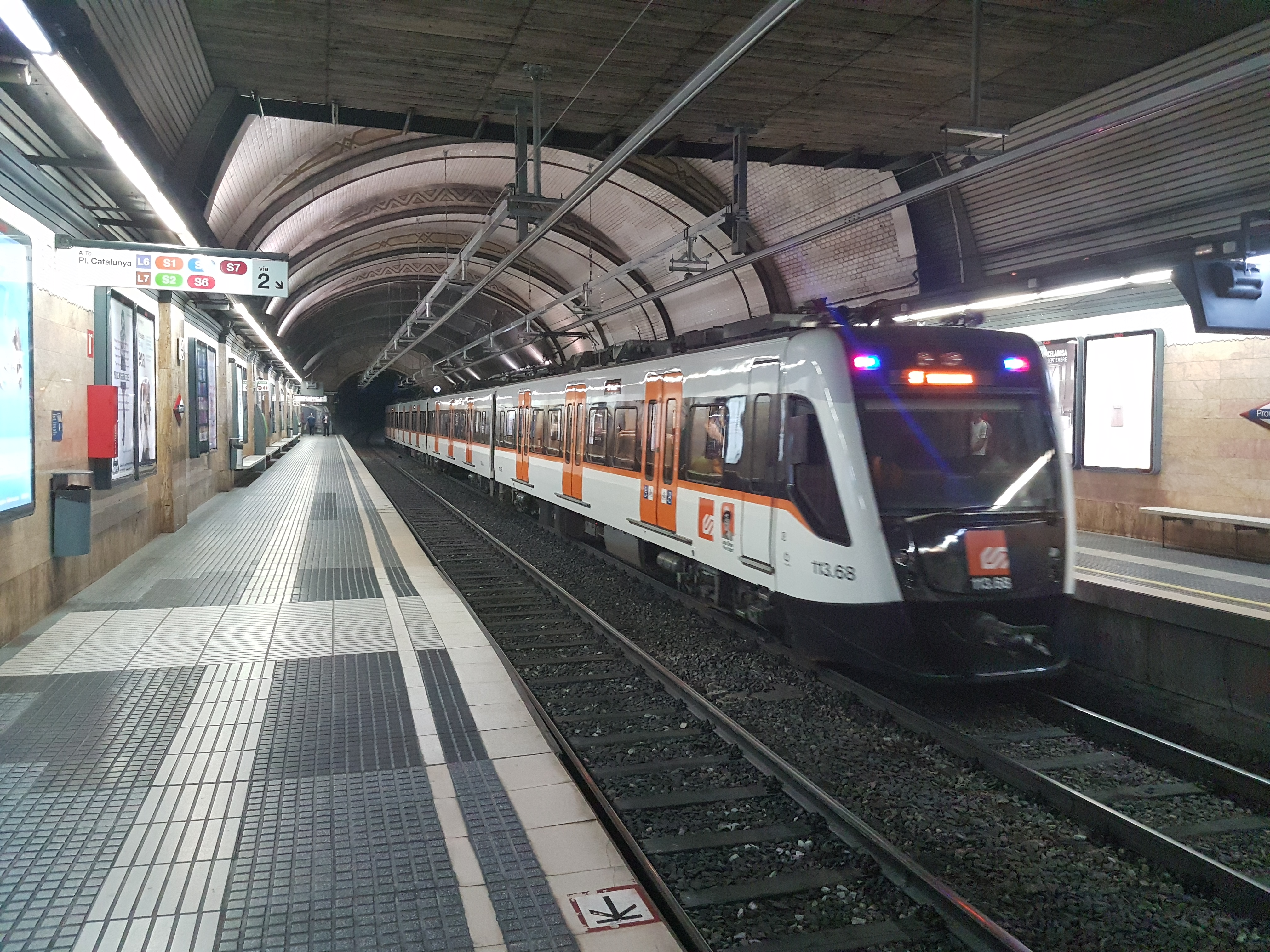
Série 113 à quai à Provença.

### Horaires et tarification
La ligne sert à renforcer les services de la ligne S2 aux heures de pointe des jours ouvrés entre Sant Cugat et Universitat Autònoma, puis des lignes S1 et S2 sur leur tronçon commun entre Plaça de Catalunya et Sant Cugat.